# Drużynowe mistrzostwa Łotwy w szachach
Drużynowe mistrzostwa Łotwy – drużynowe rozgrywki szachowe na Łotwie, organizowane przez Latvijas Šaha Federācija. Ich zwycięzca zostaje mistrzem kraju. Rozgrywki odbywają się od 1991 roku. Wcześniej, w latach 1960–1990, odbywały się mistrzostwa Łotewskiej SRR.

## Medaliści
| Sezon        | 1. miejsce                                            | 2. miejsce                                            | 3. miejsce                                            | Źródło       |
| Łotewska SRR | Łotewska SRR                                          | Łotewska SRR                                          | Łotewska SRR                                          | Łotewska SRR |
| ------------ | ----------------------------------------------------- | ----------------------------------------------------- | ----------------------------------------------------- | ------------ |
| 1960         | RVR Ryga                                              | Sarkanais Metalurgs                                   | Kuldyga                                               | [ 1 ]        |
| 1961         | VEF Ryga                                              | RVR Ryga                                              | RRR Ryga                                              | [ 1 ]        |
| 1962         | Zinātņu Akadēmija                                     | RVR Ryga                                              | Dyneburg                                              | [ 1 ]        |
| 1963         | RRR Ryga                                              | Dyneburg                                              | VEF Ryga                                              | [ 1 ]        |
| 1964         | Apgabala virsnieku nams                               | RER Ryga                                              | VEF Ryga                                              | [ 1 ]        |
| 1965         | RPI Ryga                                              | Apgabala virsnieku nams                               | VEF Ryga                                              | [ 1 ]        |
| 1966         | RPI Ryga                                              | Apgabala virsnieku nams                               | VEF Ryga                                              | [ 1 ]        |
| 1967         | RER Ryga                                              | Jełgawa                                               | RPI Ryga                                              | [ 1 ]        |
| 1968         | Apgabala virsnieku nams                               | Dinamo Ryga                                           | RPI Ryga                                              | [ 1 ]        |
| 1969         | ASK Ryga                                              | RPI Ryga                                              | VEF Ryga                                              | [ 1 ]        |
| 1971         | VEF Ryga                                              | Kieś                                                  | Dinamo Ryga                                           | [ 1 ]        |
| 1972         | ASK Ryga                                              | VEF Ryga                                              | Dinamo Ryga                                           | [ 1 ]        |
| 1973         | ASK Ryga                                              | Kieś                                                  | VEF Ryga                                              | [ 1 ]        |
| 1974         | ASK Ryga                                              | RVR Ryga                                              | Radiotehniķis Ryga                                    | [ 1 ]        |
| 1975         | Baltika Ryga                                          | VEF Ryga                                              | Kieś                                                  | [ 1 ]        |
| 1976         | reprezentacja Łotewskiej SRR (młodzież)               | Radiotehniķis Ryga                                    | Kieś                                                  | [ 1 ]        |
| 1977         | VEF Ryga                                              | RPI Ryga                                              | Radiotehniķis Ryga                                    | [ 1 ]        |
| 1978         | RPI Ryga                                              | VEF Ryga                                              | Radiotehniķis Ryga                                    | [ 1 ]        |
| 1979         | Radiotehniķis Ryga                                    | VEF Ryga                                              | Dyneburg                                              | [ 1 ]        |
| 1980         | RPI Ryga                                              | Radiotehniķis Ryga                                    | VEF Ryga                                              | [ 1 ]        |
| 1981         | VEF Ryga                                              | Vārpa Rīgas rajons                                    | Automobilists Ryga                                    | [ 1 ]        |
| 1982         | Daugavpils LRR                                        | Vārpa Rīgas rajons                                    | Radiotehniķis Ryga                                    | [ 1 ]        |
| 1983         | Daugavpils LRR                                        | Vārpa Rīgas rajons                                    | VEF Ryga                                              | [ 1 ]        |
| 1984         | VEF Ryga                                              | Radiotehniķis Ryga                                    | Komutators Ryga                                       | [ 1 ]        |
| 1985         | Vārpa Limbaži                                         | Vārpa Rīgas rajons                                    | VEF Ryga                                              | [ 1 ]        |
| 1986         | VEF Ryga                                              | Jełgawa                                               | Radiotehniķis Ryga                                    | [ 1 ]        |
| 1987         | VEF Ryga                                              | Jełgawa                                               | Rejon ryski                                           | [ 1 ]        |
| 1988         | VEF Ryga                                              | Rejon ryski                                           | RPI Ryga                                              | [ 1 ]        |
| 1989         | Agrofirma Ādaži                                       | Daugavpils šaha klubs                                 | VEF Ryga                                              | [ 1 ]        |
| 1990         | VEF Ryga                                              | Jełgawa                                               | Rīgas Šaha skola                                      | [ 1 ]        |
| Łotwa        |                                                       |                                                       |                                                       |              |
| 1991         | Joint Force Ryga                                      | VEF Ryga                                              | RTU Ryga                                              | [ 2 ]        |
| 1992         | brak danych                                           | brak danych                                           | brak danych                                           | [ 3 ]        |
| 1993         | Daugavpils šaha klubs                                 | Rīgas Šaha skola                                      | Zvejniekciems                                         | [ 4 ]        |
| 1994         | VEF Ryga                                              | Vildoga Ryga                                          | Rīgas Šaha skola – 1                                  | [ 5 ]        |
| 1995         | Atvase Ryga                                           | VEF Ryga                                              | Service SPB Limbaži                                   | [ 6 ]        |
| 1996         | LU šaha klubs                                         |                                                       |                                                       | [ 7 ]        |
| 1997         | Baltika Lipawa                                        | Rīgas Šaha skola – 1                                  | Ventspils šaha klubs                                  | [ 8 ]        |
| 1998         | LU šaha klubs                                         |                                                       |                                                       | [ 7 ]        |
| 1999         | Melnais kaķis – Baltika Lipawa                        | Liepājas šaha klubs                                   | Rīgas Šaha skola – 1                                  | [ 9 ]        |
| 2000         | Melnais kaķis – Baltika Lipawa                        | TSI Ryga                                              | LU šaha klubs                                         | [ 10 ]       |
| 2001         | APEX – TSI Ryga                                       | Melnais kaķis – Baltika Lipawa                        | Kalnozols Ryga                                        | [ 11 ]       |
| 2002         | TSI Ryga                                              | Daugavpils LB                                         | Ventspils šaha klubs                                  | [ 12 ]       |
| 2003         | Daugavpils LB                                         | TSI Ryga                                              | Ventspils šaha klubs                                  | [ 13 ]       |
| 2004         | Daugavpils LB                                         | Amatnieks TSI Ryga                                    | TSI Ryga                                              | [ 14 ]       |
| 2005         | Latchess.lv                                           | Daugavpils LB                                         | Goldbean                                              | [ 15 ]       |
| 2006         | Daugavpils LB                                         |                                                       |                                                       | [ 16 ]       |
| 2007         | Daugavpils LB                                         | DPŠDK Dinaburga                                       | RTU Ryga                                              | [ 17 ]       |
| 2008         | mistrzostwa nie odbyły się                            | mistrzostwa nie odbyły się                            | mistrzostwa nie odbyły się                            | [ 16 ]       |
| 2009         | EST Chess Team                                        | Daugavpils LB                                         | RTU Ryga                                              | [ 18 ]       |
| 2010         | RTU Ryga                                              |                                                       |                                                       | [ 16 ]       |
| 2011         | RTU Ryga                                              | Rēzeknes šaha klubs                                   | Termo-Eko/RŠF                                         | [ 19 ]       |
| 2012         | RTU Ryga                                              | Rēzekne/Rīgas Šaha skola                              | EST Chess Team                                        | [ 20 ]       |
| 2013         | Termo-Eko/RŠF                                         | RTU Ryga                                              | EST Chess Team                                        | [ 21 ]       |
| 2014         | Termo-Eko/RŠF                                         | RTU Ryga                                              | Olaine/F.Circeņa šaha klubs                           | [ 22 ]       |
| 2015         | RTU Ryga                                              | Termo-Eko/RŠF                                         | Ventspils šaha klubs                                  | [ 23 ]       |
| 2016         | Termo-Eko/RŠF                                         | RTU Ryga                                              | Olaines šaha klubs                                    | [ 24 ]       |
| 2017         | RTU/WASA Ryga                                         | Rīgas Šaha skola                                      | Ventspils šaha klubs                                  | [ 25 ]       |
| 2018         | Termo-Eko/RŠF                                         | RTU Ryga                                              | Olaines šaha klubs                                    | [ 26 ]       |
| 2019         | Termo-Eko/RŠF                                         | RTU Ryga                                              | Maxon&Co                                              | [ 27 ]       |
| 2020 – 2022  | mistrzostwa nie odbyły się z powodu pandemii COVID-19 | mistrzostwa nie odbyły się z powodu pandemii COVID-19 | mistrzostwa nie odbyły się z powodu pandemii COVID-19 | [ 28 ]       |
| 2023         | RTU Ryga The Royal Biograph                           | –                                                     | Rīgas Šaha skola                                      | [ 29 ]       |
| 2024         | RTU Ryga                                              | Olaines šaha klubs                                    | Dark Horse/RŠS                                        | [ 30 ]       |